# Franchi SPAS-12
Franchi SPAS-12 je borbena sačmarica koju je proizvodila talijanska vojna industrija Luigi Franchi S.p.A. od 1979. do 2000. godine. Riječ je o poluautomatskoj sačmarici koja se prodavala brojnim vojnim i policijskim postrojbama diljem svijeta. Tvrtka Luigi Franchi S.p.A. je ovu sačmaricu nazvala SPAS kao akronim od engleskog značenja - Sporting Purpose Automatic Shotgun (hrv. Automatska sačmarica za sportsku uporabu). Zbog toga je to oružje bilo zabranjeno da se uvozi u SAD jer se svojim izgledom i prvotnom namjenom (vojna sačmarica) ne može koristiti u sportske svrhe.

## Dizajn
SPAS-12 je primarno dizajniran kao poluautomatsko vatreno oružje koje osim bojnog streljiva može koristiti streljivo s niskotlačnim pritiskom kao što su metci sa suzavcem i sl.
Jedna od unikatnih karakteristika ove sačmarice je i sklopivi usadnik (kundak) koji se može zaokrenuti za 90 stupnjeva. Teoretski, vojnik može namjestiti usadnik ispod podlaktice koristeći samo jednu ruku prilikom paljbe dok mu druga ruka ostaje slobodna, primjerice za korištenje drugog oružja.
Putem navoja na cijevi sačmarice SPAS-12, može se montirati široka paleta dodataka, npr. granata s "plinom za gušenje". Jedna od zanimljivih karakteristika sačmarice je tzv. "skretnica" koja proširuje horizontalnu ili vertikalnu paljbu. Svi dodaci za cijev sačmarice smatraju se rijetkima te postižu velike cijene na tržištu oružja.

## Inačice
Prva i najpoznatija inačica Franchi SPAS-12 sačmarice je inačica sa sklopivim kundakom i unutarnjim kapacitetom od 8 metaka. Raniji modeli bili su opremljeni s odvojivim drvenim kundakom te su danas rijetki. Nakon što je SAD nametnuo uvozna ograničenja na ovu inačicu 1989. godine, ona se počela proizvoditi s fiksnim sintetičkim kundakom te unutarnjim kapacitetom od pet ili šest metaka, ovisno o propisima.
Postoje različite dužine cijevi sačmarice i one se kreću u rasponu od 18 (kraći modeli) do 24 inča (u skladu s britanskim pravnim propisima o duljini cijevi sačmarice). Najčešće se koriste sačmarice čija je cijev duljine 21 inč a najmanje one od 19,5 inča.
Tvrtka Luigi Franchi S.p.A. izradila je i sačmarice LAW-12 i SAS-12 koje su temeljene na platformi SPAS-12. Ove sačmarice mogu koristiti pribor od SPAS-a i sve njegove dijelove (posebice okidač i kundak).
Franchi SPAS-15 je nasljednik Franchi SPAS-12 te je također riječ o poluautomatskoj sačmarici, ali ona koristi okvir umjesto umetanja streljiva u cijev kao njen prethodnik.

## Korisnici
- Austrija: EKO Cobra.[4]
- Bangladeš: Specijalne sigurnosne snage.[5]
- Bahrein: vojne specijalne jedinice.
- Hrvatska: HKoV[6]
- Indonezija: Khusus Kopassus i Kopaska - specijalne postrojbe Republike Indonezije.[7]
- Irak: iračka vojna specijalna jedinica ISOF.
- Irska: irska vojna specijalna jedinica Army Ranger Wing.[8]
- Malezija: Malajske jedinice za specijalne operacije.[9]
- SAD: SWAT jedinice.[10]

## Vanjske poveznice
- SPAS-12
- StevePages.com